# Richard Hill (rugbista 1961)
Richard John Hill (Birmingham, 4 maggio 1961) è un allenatore ed ex giocatore di rugby a 15 internazionale per l'Inghilterra.
Nel ruolo di mediano di mischia ha trascorso l'intera carriera di club nel Bath e ha disputato le prime due edizioni della Coppa del Mondo di rugby, quelle del 1987 e del 1991, con la sua Nazionale. Dal 2013 è allenatore del Rouen

## Biografia
Richard Hill compì gli studi preuniversitari alla Bishop Wordsworth's School di Salisbury, istituto anglicano: singolarmente, circa 10 anni più tardi anche il suo omonimo Richard Anthony Hill, che vinse la Coppa del Mondo di rugby 2003, frequentò la stessa scuola.

### Attività agonistica
La carriera agonistica di Hill si svolse tutta nel periodo pre-professionistico del rugby XV mondiale: nel 1983 entrò nel Bath, la sua prima (e unica) squadra di Lega, con la quale, in 11 stagioni, vinse 5 titoli d'Inghilterra e 8 coppe Anglo-Gallesi, realizzando in 4 occasioni l'accoppiata campionato-Coppa (1989, 1990, 1992 e 1994), e vestendo la fascia di capitano per due stagioni, dal 1986 al 1988, guidando la squadra a 64 vittorie su 88 incontri.
La sua ultima partita casalinga, nell'aprile 1994, fu una vittoria sugli Harlequins che diede al Bath la certezza del primo posto in campionato e il quarto titolo d'Inghilterra consecutivo; l'ultima in assoluto fu la finale di coppa Anglo-Gallese a Twickenham due settimane più tardi, una vittoria per 21-9 sul Leicester che diede al Bath la quarta accoppiata in un quinquennio.
In Nazionale inglese già dal 1984 (esordì nel corso di una serie di due test match contro il Sudafrica nel giugno di quell'anno) prese parte alle edizioni 1985, 1986, 1987, 1990 e 1991 del Cinque Nazioni, vincendo l'ultima disputata e realizzando il Grande Slam.
Partecipò anche alle prime due avventure inglesi alla neoistituita Coppa del Mondo di rugby, nel 1987 in Australia e Nuova Zelanda, dove l'Inghilterra fu eliminata nei quarti di finale dal Galles, e nel 1991 in casa, in cui gli inglesi giunsero in finale ma furono sconfitti 6-12 dall'Australia. Tale incontro fu anche l'ultimo di Hill in Nazionale che, dopo la Coppa del Mondo, si dedicò solamente all'attività di club.

### Attività tecnica
Passato all'attività di allenatore, fu ingaggiato come tecnico del Gloucester, incarico che tenne fino al 1999; passato agli Harlequins, condusse il club nel 2001 alla prima vittoria fuori dai propri confini, l'European Challenge Cup; per una stagione, la 2002-03, allenò i gallesi del Newport e, dal 2003, guidò il Bristol con il quale vinse nel 2004 la Powergen Cup Shield (un trofeo assimilabile per rango alla Coppa di Lega inglese di calcio).
Rimase alla squadra dopo la retrocessione nel 2005, guidandola alla vittoria nel successivo campionato di Seconda divisione.
Nel luglio 2009, dopo 6 anni al Bristol, Hill firmò un contratto biennale con il club francese di terza divisione (Fédèrale 1) RC Chalonnais, di Chalon-sur-Saône (Borgogna); dopo solo una stagione tornò in Inghilterra, avendo assunto la guida tecnica del Worcester.
Promosso in Premiership alla fine della sua prima stagione con Worcester, la squadra non si qualificò tuttavia in Heineken Cup nei due campionati successivi, e nell'aprile 2013 il club risolse il contratto con Hill.

## Palmarès

### Giocatore
- Premiership: 6
Bath: 1988-89, 1989-90, 1990-91, 1991-92, 1992-93, 1993-94
- Coppe Anglo-Gallesi: 8
Bath: 1983-84, 1984-85, 1985-86, 1986-87, 1988-89, 1989-90, 1991-92, 1993-94

### Allenatore
- Challenge Cup: 1
Harlequins: 2000-01